# Aileen Meagher
Pour les articles homonymes, voir Meagher.
Aileen Meagher, née le 26 novembre 1910 à Halifax et décédée le 2 août 1987, est une athlète canadienne spécialiste du sprint. Affiliée au Silverwood Ladies Track Club, elle mesurait 1,68 m pour 55 kg.

## Biographie

### Palmarès
| Date | Compétition                  | Lieu    | Résultat | Épreuve      | Performance  |
| ---- | ---------------------------- | ------- | -------- | ------------ | ------------ |
| 1934 | Jeux de l'Empire britannique | Londres | 2e       | 220 yards    |              |
| 1934 | Jeux de l'Empire britannique | Londres | 2e       | Relais 440 y |              |
| 1934 | Jeux de l'Empire britannique | Londres | 1re      | Relais 660 y | 1 min 14 s 4 |
| 1936 | Jeux olympiques d'été        | Berlin  | 3e       | 4 × 100 m    | 47 s 8       |
| 1938 | Jeux de l'Empire britannique | Sydney  | 4e       | 220 yards    |              |
| 1938 | Jeux de l'Empire britannique | Sydney  | 2e       | Relais 440 y | 49 s 9       |
| 1938 | Jeux de l'Empire britannique | Sydney  | 3e       | Relais 660 y | 1 min 19 s 0 |

### Records
| Épreuve    | Performance | Lieu | Date |
| ---------- | ----------- | ---- | ---- |
| 100 mètres | 12 s 2      |      | 1936 |